# Březen 2007
1. března – čtvrtek
 Podle údajů Českého hydrometeorologického ústavu (ČHMU) je letošní zima v ČR nejteplejší za posledních 85 let. Nadprůměrně teplé byly přitom všechny zimní měsíce, kdy naměřená teplota překračovala průměrné hodnoty o 3 – 6 °C.
Výrazný pokles ceny akcií se projevuje již třetím dnem především na burzách v Asii a tento trend se přenesl i na ceny cenných papírů významných evropských i amerických firem. Jako důvod se uvádí především předpokládané zpřísnění pravidel při obchodování s akciemi v Číně, ale i nepříliš optimistické prognózy vývoje americké ekonomiky.
 Volební preference podle CVVM: ODS 34,5 %, ČSSD 26 %, KSČM 15,5 %, SZ 12 %, KDU-ČSL 8 %.
2. března – pátek
 Obrovský výbuch muničního skladu se zařízením k likvidaci starého vojenského materiálu nastal v prostorách podniku Dolina ve slovenském městě Nováky. Během prvních hodin pátrání byla nalezena těla 3 mrtvých a 5 dalších pracovníků provozu se stále pohřešuje. Kráter v centru exploze je hluboký přibližně 20 – 30 m. Detonace byla tak silná, že rozbíjela okna domů až do vzdálenosti 10 km. Příčina události je doposud nejasná.
 Řada tornád, která se přehnala nad jižními státy USA má na svědomí nejméně 20 lidských obětí. Nejtragičtější nehoda se stala v městě Enterprise v Alabamě, kde v troskách střední školy zemřelo 8 studentů. Velké škody a oběti hlásí dále státy Georgie a Missouri.
3. března – sobota
 Mohutné sesuvy půdy jako následek dlouhotrvajících tropických dešťů mají na indonéském ostrově Flores na svědomí nejméně 40 lidských životů. Dalších 11 000 lidí bylo nuceno opustit své domovy.
4. března – neděle
 V Estonsku proběhly parlamentní volby, jejichž vítězem se stala s 28 % hlasů středopravá Reformní strana premiéra Andruse Ansipa před svým dosavadním koaličním partnerem, Estonskou stranou středu (26 %). Jednalo se o první parlamentní volby na světě, při kterých bylo možno podat hlas prostřednictvím internetu.
5. března – pondělí
 Povolení k výstavbě amerického protiraketového radaru na území ČR se stává předním tématem politických debat i předmětem aktivit různých občanských iniciativ. Podle průzkumu veřejného mínění je přibližně 70 % českých občanů proti vybudování tohoto vojenského zařízení na našem území. Vyjádření představitelů Evropské unie uvádí, že rozhodnutí o stavbě je především záležitostí ČR i když např. Německo se vyslovilo proto, aby provoz radaru byl řízen velením sil NATO. Reakce ruské strany je stále výrazně odmítavá a především ze strany vojenského velení je naznačováno, že radar by byl jedním z prvních cílů při případném vojenském konfliktu.
6. března – úterý
 Ghana oslavila 50 let svojí samostatnosti. Slavností v hlavním městě Akře se zúčastnili i představitelé Nigérie, Jihoafrické republiky a Zimbabwe. Vláda je ovšem kritizována za nadměrné výdaje spojené s oslavami – v příštích dvanácti měsících na ně má být vynaloženo přibližně 430 milionů Kč. Bývalý prezident Jerry Rawlings slavnosti bojkotoval.
 Dva sebevražedné pumové atentáty si v iráckém městě Hílla vyžádaly přes 90 lidských životů a dalších 160 zraněných, z nichž mnoho je v kritickém zdravotním stavu. Oběťmi útoku byli šíitští poutníci do posvátného města Karbala, procházející přes území s převažujícím sunnitským vlivem. Zároveň bylo v severním Iráku zabito 9 amerických vojáků při dvou nezávislých bombových útocích.
 Zemětřesení o síle 6,3 stupně Richterovy škály zasáhlo v 10.49 místního času (4.49 SEČ) ostrov Sumatra. O dvě hodiny byl zaznamenán druhý otřes o síle 6 stupňů. Mimořádná událost si dosud vyžádala nejméně 70 obětí, záchranáři se však obávají, že tento počet ještě poroste.
8. března – čtvrtek
 V Bruselu byl zahájen dvoudenní celoevropský summit o využití obnovitelných energií. Cílem jednání je stanovit budoucí strategii při výrobě energie tak, aby její výroba minimálně poškozovala planetární klima. Jedním z důležitých bodů jednání bude diskuze o návratu k jaderné energetice, která neprodukuje skleníkové plyny, považované za základní příčinu současného růstu celkové průměrné teploty na Zemi.
10. března – sobota
 V Bagdádu byla zahájena konference o stabilizaci politické situace v Iráku, které se kromě zástupců sousedních států účastní i delegace USA. Po dlouhé době se tak u jednacího stolu sešli představitelé Spojených států a Íránu, jejich jednání však bylo plné neshod a vzájemného obviňování.
Patrně nejhledanější muž na světě - terorista a vůdce organizace Al-Káida, Usáma bin Ládin se dnes dožívá věku 50 let. Přestože USA vypsaly odměnu 25 milionů dolarů za jeho dopadení, je tento muž stále na svobodě a zdržuje se na neznámém místě.
11. března – neděle
 Po přibližně jednoměsíčním příměří mezi palestinskými politickými hnutími Hamás a Fatah došlo dnes k ozbrojenému střetu ve městě Bajt Hanún, při kterém byl zastřelen jeden z velitelů hnutí Hamás. Obě strany se přitom vzájemně obviňují z vyprovokování ozbrojeného konfliktu.
12. března – pondělí
 Ruské regionální volby vyhrála prakticky ve všech regionech strana Jednotné Rusko, která v průměru získala 46 % platných hlasů. Průměrná volební účast přitom dosáhla přibližně 40 % oprávněných voličů. Opoziční strany si však stěžují na časté neférové praktiky vládních stran vůči opozici; např. v Petrohradě byla zakázána volební účast hlavní opoziční strany Jabloko.
13. března – úterý
 Jižní Somálsko je postiženo epidemií cholery nebo průjmového onemocnění s příznaky cholery. V průběhu posledních 24 hodin zemřelo nejméně 42 lidí, převážně dětí a dalších 240 lidí bylo hospitalizováno. Za příčinu prudkého rozšíření choroby je považována pravděpodobně infikovaná voda řeky Shabele. Podobné zdravotní problémy jsou hlášeny i ze sousedních území Etiopie.
 Severní Indie byla postižena sérií mimořádných meteorologických jevů jako dlouhodobé sněžení a dlouhotrvající deště doprovázené blesky a krupobitím. Doposud je hlášeno 48 lidských obětí z nichž řada utrpěla úraz a následné popáleniny při zásahu bleskem.
 Tento den byl extrémně teplý a na řadě míst v ČR byly naměřeny teplotní rekordy. Například v Českých Budějovicích bylo naměřeno 19,3 °C, na Zlínsku dokonce 19,5 °C. Teplotní maximum v pražském Klementinu však překonáno nebylo.
14. března – středa
 Americký senát schválil zrušení vízové povinnosti pro státy, které podporují boj Spojených států proti terorismu. Do této kategorie patří i ČR, další podmínkou je zavedení cestovních pasů s biometrickým údaji.
15. března – čtvrtek
 Mezi Denebem a hvězdou Sadr v souhvězdí Labutě objevili astronomové z Spaceguard Center v japonském městečku Bisei jasnou novu.
 Překvapivě zimní počasí zasáhlo část území Jordánska a Izraele. Sněhové bouře na některých místech přerušily dodávky elektřiny, vznikly výrazné dopravní problémy a byla uzavřena řada škol. V Galileji dokonce hrozí nebezpečí záplav.
16. března – pátek
 Celonoční nepokoje a potyčky s policií v Budapešti se vyvinuly z původních oslav maďarské revoluce v roce 1848. Skupiny výtržníků stavěly barikády a zapalovaly kontejnery se smetím. Policie proti nim zakročila vodními děly a slzným plynem.
 Evropský navigační systém Galileo je ohrožen, řada zúčastněných firem zastavila vývoj v důsledku obav o finanční návratnost investice. Soustava 30 družic měla být původně zprovozněna v roce 2010, ale již dnes je jasné, že termín nelze při současném stavu splnit.
17. března – sobota
 Palestinský parlament schválil vládu premiéra Ismaíla Haníji, kterou po šestitýdenním vyjednávání sestavila hnutí Hamás a Fatah. Izraelský premiér Ehud Olmert o den později prohlásil, že bude nadále spolupracovat pouze s předsedou samosprávy Mahmúdem Abbásem, protože nová vláda neuznala stát Izrael a nezřekla se násilí.
18. března – neděle
 Ve Finsku proběhly parlamentní volby, výsledné zisky hlavních stran byly velmi vyrovnané. Uspěl současný premiér Matti Vanhanen, jehož strana Finský střed (KESK) obdržela 23,1 % hlasů a bude mít ve 200členném parlamentu 51 křesel. O mandát méně získala opoziční Národní koaliční strana (KOK, 22,2 %), třetí skončila vládní sociální demokracie (SDP, 21,5 %, 45 mandátů).
19. března – pondělí
 Česká vojenská polní nemocnice byla letecky dopravena do afghánského Kábulu, kde bude po dobu minimálně jednoho roku poskytovat zdravotní péči spojeneckým vojákům i místnímu obyvatelstvu. Náklady ve výši přibližně 150 miliónů Kč budou hrazeny částečně z rozpočtu Ministerstva obrany a dalším podílem přispěje také NATO.
 Výbuch methanu v ruském sibiřském uhelném dole poblíž Novokuzněcka má na svědomí zatím 75 obětí na životech a dalších asi 30 horníků se doposud pohřešuje. Podle zpráv z následujícího dne (20. 3.) se počet obětí zvýšil na 106 mrtvých.
20. března – úterý
 Nečekaný zvrat počasí s výrazným poklesem teplot a hustým sněžením způsobil řadu vážných problémů především na Moravě a Českomoravské vysočině. Dálnice D1 je mezi 90. a 134. kilometrem prakticky neprůjezdná, došlo k řadě dopravních nehod a místním výpadkům dodávek elektrické energie.
 Při požáru v domově důchodců na jihu Ruska zahynulo 62 lidí. Neštěstí se stalo v Krasnodarském kraji, v městečku Kamyševatskaja.
 Další vysoký představitel vlády Saddáma Husajna, bývalý viceprezident Táhá Jasín Ramadán byl po rozsudku popraven oběšením. Výrok soudu byl učiněn na základě Ramadánova podílu na zabití 148 Šíitů v městě Dudžail.
21. března – středa
 Bývalý předseda vlády ČR a politické strany ČSSD Miloš Zeman oznámil své okamžité vystoupení ze strany v důsledku pokusů současného vedení ČSSD učinit jej osobně zodpovědným za smlouvu s advokátem Altnerem v kauze sporu o Lidový dům. Soud v tomto případě přiřkl vlastnictví nemovitosti straně ČSSD, avšak advokát Altner požaduje nyní na ČSSD skoro 20 miliard Kč jako kompenzaci za dlouhodobé neuhrazení původně nárokované odměny ve výši několika desítek milionů Kč.
 Několikadenní nepřetržité deště způsobily silné sesuvy půdy v severní pákistánské provincii Kašmír, které mají za následek značné materiální škody a vyžádaly si nejméně 37 lidských obětí.
 Ze somálského Mogadiša přicházejí zprávy o těžkých bojích mezi islamistickými povstalci a vládními a etiopskými jednotkami, které hlavní město obsadily koncem roku 2006. Africká unie do města vyslala během března přes 1000 vojáků.
22. března – čtvrtek
 Výbuch hlavního muničního skladu si v Mosambickém Maputu vyžádal nejméně 83 mrtvých a 360 raněných. Příčinou několikahodinových explozí bylo zřejmě horké počasí. Sklad obsahuje materiál z doby občanské války a k menším výbuchům v něm již v minulosti několikrát došlo.
 Pražští zastupitelé odhlasovali, že Praha se bude ucházet o pořádání letních olympijských her v roce 2016. Je přitom zřejmé, že reálná šance na získání OH pro Prahu přijde v roce 2020 nebo 2024. Uspořádání Olympiády v těchto termínech je přitom reálné a i finanční bilance této obrovské investice by zřejmě skončila ziskem pro ČR.
23. března – pátek
 Íránští vojáci zajali patnáct britských námořníků, kteří v Perském zálivu u iráckého pobřeží kontrolovali plavidlo podezřelé z pašování aut.
 Ve věku 66 let zemřel výtvarník, ilustrátor, grafik a hudebník Jan Antonín Pacák (* 26. dubna 1941 Praha). Někdejší bubeník kapely Olympic zemřel na leukémii ve svém domě v Měchenicích.
 Na celostátním sjezdu ČSSD obhájil dosavadní předseda strany Jiří Paroubek svoji pozici, když dostal 311 hlasů z celkového počtu 517 přítomných delegátů.
 Při prohlídce domu pašeráka drog v mexickém hlavním městě Mexico City zabavila policie obrovskou částku – 207 milionů US dolarů v hotovosti a navíc i 8 luxusních automobilů a velké množství zbraní.
24. března – sobota
  Rada bezpečnosti OSN jednomyslně schválila rozšíření sankcí vůči Íránu, důvodem je jeho pokračující jaderný program. Nově je zakázán vývoz zbraní ze země a bylo rozhodnuto o zmrazení některých účtů.
25. března – neděle
 Britský premiér Tony Blair prohlásil v souvislosti s pátečním zadržením 15 britských námořníků íránskými vojáky, že tento incident považuje za velmi vážný. Podle jeho tvrzení nebyli Britové zadrženi v oblasti íránských výsostných námořních vod, a Velká Británie proto požaduje jejich okamžité propuštění na svobodu.
  Při příležitosti oslav 50. výročí podepsání Římských smluv se konal berlínský summit EU. Členské státy na něm přijaly deklaraci, ve které zdůrazňují význam unie a nutnost její reformy.
 V Minsku protestovalo přes 10 000 příznivců opozice proti Alexandru Lukašenkovi. Demonstrace se uskutečnila k výročí vzniku první běloruské republiky a zároveň rok po zmanipulovaných prezidentských volbách.
 Arménský premiér Andranik Markarjan (* 12. června 1951) zemřel na infarkt myokardu.
 Z druhého kola prezidentských voleb v Mauritánii vyšel vítězně Sidi Ould Cheikh Abdallahi a stane se tak prvním prezidentem země zvoleným ve volbách považovaných za demokratické. Volby připravila vojenská junta vedená plukovníkem Vallem, která se dostala k moci v roce 2005 a během své vlády provedla demokratické reformy.
26. března – pondělí
 Přibližně stovka uprchlíků ze Somálska a Etiopie zahynula nebo je nezvěstná poté, co byli donuceni opustit plavidlo nelegálních převaděčů poblíž jemenského pobřeží. Odchod obyvatel ze Somálska je v současné době mimořádně silný, jen v uplynulém týdnu se o emigraci pokusilo přes 1 100 lidí. V únoru došlo u jemenského pobřeží k podobné námořní katastrofě, při které zahynulo 107 nelegálních běženců.
 Tamilští separatisté z organizace Tygři osvobození tamilského Ílamu zaútočili v noci pomocí několika lehkých letadel na vojenské letiště ve srílanském hlavním městě Colombu. Byl to první podobný útok od roku 2001, vyžádal si 3 oběti na životech a 15 zraněných. Z následujících zpráv vyplývá, že malá letadla použitá pro útok pochází z české produkce, konkrétně byla použita verze letoun Zlín Z-143, upravená pro možnost nést menší bomby nebo jednoduché raketové zbraně.
27. března – úterý
 Po závazku severokorejské strany, že odstoupí od svého jaderného zbrojního programu, obnovuje Jižní Korea svoji hospodářskou pomoc této zemi. V první fázi poskytne 6 000 tun hnojiv jako pomoc pro zemědělství.
29. března - čtvrtek
 Zpráva inspekce Ministerstva vnitra potvrdila, že 46 odposlechů v případě tzv. Kubiceho zprávy bylo nařízeno bezúčelně. Bývalý ministr vnitra František Bublan se zřekl odpovědnosti, poslanec a bývalý premiér Jiří Paroubek (ČSSD) označil nynějšího ministra vnitra Ivana Langera (ODS) za lháře. Langer reagoval prohlášením, že má důkazy, že nelhal. Telefonní čísla, která byla mezi sledovanými jsou v žádosti na sledování připisovány jiným lidem, než kterým ve skutečnosti patří.
 Česká republika udělila azyl třem kubánským rodinám, které se snažily dostat do USA. Spojené státy požádaly spřátelené země, aby ubytovaly rodiny ve své zemi.
30. března - pátek
 Policie evakuovala brněnský magistrát z důvodu nálezu podezřelého zavazadla v budově. Zavazadlo bylo zkontrolováno pyrotechnikem. Zastavená MHD byla znovuzprovozněna po dvanácté hodině.